# Heracleopolis Magna
Heracleopolis Magna (grško starogrško Μεγάλη Ἡρακλέους πόλις, Megálē Herakléous pólis) ali Heracleopolis (starogrško Ἡρακλέους πόλις, Herakléous pólis) je polatinjeno grško ime staroegipčanskega mesta  Nen-nesu, Neni-nesu ali Ninsu, glavnega mesta 20. noma Gornjega Egipta. Ostanki mesta so približno 15 km zahodno od sodobnega mesta Beni Suef v egiptovski provinci Beni Suef.

## Ime
V egipčanščini  se je mesto imenovalo Henen-nesut, Nen-nesu ali Hwt-nen-nesu, kar bi se lahko prevedlo kot Hiša kraljevega otroka. Grška oblika imena pomeni Veliko Heraklejevo mesto. Pridevek »Veliko« je bil dodan zaradi razlikovanja od drugih mest z enakim imenom. Grško ime se je razširilo med vladavino Ptolomejske dinastije, ki je prišla na oblast po smrti Aleksandra Velikega. Rimljani so uporabljali polatinjeno obliko grškega imena, čeprav se je mesto takrat imenovalo Ehnasja. Iz slednjega sta se kasneje razvili koptsko ime Hnas in arabsko Ahnas. Naselje se zdaj imenuje  Ihnasiya Umm al-Kimam (Mati črepinj) ali Ihnasiyyah al-Madinah.

## Pomembna obdobja mesta

### Zgodnje dinastično obdobje
Datum ustanovitve prvega naselja na mestu Herakleopola ni znan. Zapis na Kamnu iz Palerma omenja, da je kralj Den obiskal sveto jezero boga Hersafa v Nenj-neswtu, kot se je takrat imenoval Herakleopol. To pomeni, da je mesto obstajalo že sredi Prve dinastija okoli leta 2970 pr. n. št.

### Prvo vmesno obdobje (2181–2055 pr. n. št.)
Herakleopol je dosegel svoj prvi vrh moči v Prvem vmesnem obdobju v letih   2181 do 2055 pr. n. št. Po razpadu Starega kraljestva je bil Egipt ponovno razdeljen na Gornji in Spodnji Egipt. Herakleopol je postal glavno mesto Spodnjega Egipta in vladal večini regije. Njegova oblast je bila tako močna, da egiptologi in egipčanski arheologi obdobje vladavine Devete in Desete dinastije  (2160-2025 pr. n. št.)  imenujejo herakleopolsko obdobje. V tem obdobju je bil Herakleopol pogosto v sporih s Tebami, de facto prestolnico Gornjega Egipta.

### Srednje kraljestvo (2055–1650 pr. n. št.)
Od poznega prvega vmesnega obdobja do zgodnjega Srednjega kraljestva je bilo mesto versko središče kulta boga Herišefa, kateremu so v mestu zgradili posebno svetišče. Heracleopolis Magna in njegovo dinastijo je v letih okoli  2055 do 2004 pr. n. št. porazil Mentuhotep II.. Začelo se je obdobje Srednjega kraljestva.

### Tretje vmesno obdobje (1069–747 pr. n. št.)
V tretjem vmesnem obdobju je Herakleopol ponovno postal pomembno versko in politično središče. Obnavljala so se stara svetišča in gradila nova. V mestu pa je bilo tudi več pogrebnih središč.

### Ptolomejsko obdobje (322–30 pr. n. št.)
V ptolomejskem obdobju je bil Herakleopol še vedno pomembno egipčansko versko in kulturno središče. Grški vladarji so se trudili primerjati in povezati svoje bogove z egipčanskimi in lokalnega boga Herišefa združili s svojim Heraklejem. Temu primerno so spremenili tudi ime mesta, ki ga še vedno uporabljajo tudi sodobni znanstveniki.

### Rimsko obdobje (30 pr. n. št.–390 n. št.)
Herakleopol je bil naseljen celo med rimsko zasedbo Egipta. Trditev dokazujejo najdbe iz tega obdobja, ki so jih odkrili blizu nekropole Sedmet el-Gebela.

## Arheološka izkopavanja

### Edouard Naville  in Flinders Petrie
Prva obširna izkopavanja v Herakleopolu je opravil švicarski egiptolog Edouard Naville. Izkopal je zgradbo, za katero je bil prepričan, da je Herišefovo svetišče, in menil, da je našel vse, kar je mogoče v Herakleopolu najti.
Njegov prijatelj Flinders Petrie je »leta 1879 podvomil v njegovo mnenje, da je tampelj vse, kar se da odkriti«. Petri je sam začel izkopavati in odkril ostanke hiše  iz obdobja rimske okupacije,  tempelj, ki ga je datiral v Devetnajsto dinastijo, in dele že omenjenega Herišefovega templja, povezane z Ramzesom Velikim. Najdbe so razkrile celotno časovno obdobje naselitve Herakleopola. Razen predmetov s konca prvega vmesnega obdobja in začetka Srednjega kraljestva je odkril tudi veliko črepinj, povezanih z Enajsto dinastijo.  V grobovih iz poznega rimskega obdobja je odkril tudi železno orodje, lončenino in kipce.

### Nedavna izkopavanja
Poznavanje mesta so razširile tudi nedavne arheološke raziskave, ki so ostale v senci velikih Petrijevih odkritij. V 1980. letih so najdišče raziskovali španski arheologi in odkrili daritveni oltar in par pobarvanih  oči, domnevno s kakšnega kipa. Vse najdbe so iz tretjega vmesnega obdobja.
Španski arheologi pod vodstvom Maríe del Carmen Pérez-Die iz Narodnega arheološkega muzeja v Madridu so izkopavali tudi leta 2008. Odkrili so grobnico z več lažnimi vrati iz prvega vmesnega obdobja in več pogrebnih daril. Vse najdbe so bile pred odkritjem vandalizirane.